# Sofia da Lituânia
Sofia da Lituânia (Lituânia, 1371 — Moscou, 15 de junho de 1453) foi grã-princesa consorte de Moscou como esposa de Basílio I de Moscou.

## Família
Sofia foi a única filha de Vitautas, grão-duque da Lituânia e de Ana da Lituânia, sua primeira esposa. Os seus avós paternos eram Kęstutis, grão-duque da Lituânia e duque de Trakai, e Biruté. Os seus avós maternos eram Sviatoslav Ivanovich, grão-príncipe de Smolensk, e esposa de nome desconhecido. 

## Biografia
Sofia casou-se com Basílio I em 9 de janeiro de 1391. Ele era filho de Demétrio de Moscou e de Eudóxia de Suzdal. O casal teve nove filhos, cinco meninos e quatro meninas.
A grã-princesa participava ativamente de assuntos econômicos do estado.
Após a morte do marido, em 1345, Sofia tornou-se regente em nome de seu filho, Basílio II. O pai dela apoiou a reivindicação do neto, a qual era disputada pelo tio, Iuri de Zvenigorod, no conflito conhecido como Guerra Civil Moscovita.
Em 1451, aos 80 anos, Sofia ajudou a organizar a defesa de Moscou de um ataque dos tártaros. Ela também estabeleceu igrejas e mosteiros.
Sofia comprou a vila de Vorobievo, na atual Colina dos Pardais, e como herança, deixou para seu filho, nora e netos cinquenta municípios.
Ela tornou-se uma freira e adotou o nome de Eufrosina. Sofia faleceu no dia 15 de junho de 1543, em Moscou, e foi enterrada no Convento da Ascensão. Em 1929, seus restos mortais foram transferidos para a Catedral do Arcanjo São Miguel.

## Descendência
- Ana de Moscou (1393 – agosto de 1417), imperatriz bizantina como a primeira esposa de João VIII Paleólogo. Sem descendência;
- Iuri Vasilievich (30 de março de 1395 – 30 de novembro de 1400);
- Ivan Vasilievich (15 de janeiro de 1396  – 20 de julho de 1417), marido de Ivanovna de Pronsk. Sem descendência;
- Anastácia Vasilievna (m. 1470), esposa de Olelco Alexandre da Lituânia, príncipe de Quieve e de Słuck, com quem teve três filhos;
- Danilo Vasilievich (6 de dezembro de 1400 – maio de 1402);
- Basilisa Vasilievna, seu primeiro marido foi Alexandre Ivanovich, príncipe de Suzdal e Nizhni-Novgorod, com quem teve um filho. Seu segundo marido foi Alexandre Daniilovich, príncipe de Suzdal e Nizhni-Novgorod, mas não teve filhos com ele;
- Simeão Vasilievich (13 de janeiro de 1405 – 7 de abril de 1405);
- Maria Vasilievna, foi a segunda esposa de Iuri Patrikievich. Teve descendência;
- Basílio II de Moscou (10/21 de março de 1415 – 27 de março de 1462), sucessor do pai. Foi marido de Maria de Borovsk, com quem teve oito filhos;